# روبرت إي جالر
العميد روبرت إدوارد جالر ولد في 24 أكتوبر 1913في مدينة سياتل وشنطن وتوفي في 27 يونيو 2005 في دالاس و كان طيارًا بحريًا في قوات مشاة البحرية الأمريكية وقد حصل على وسام الشرف للبطولة في القتال الجوي خلال معركة غوادالكانال في الحرب العالمية الثانية .  و ذهب لقيادة مجموعة الطائرات البحرية 12 خلال الحرب الكورية وتقاعد بعد سنوات قليلة في عام 1957.

## ملحوظات
1. ↑  TracesOfWar | Robert Edward Galer، QID:Q98839586
2. ↑  Woo، Elaine (2 يوليو 2005). "Robert Galer, 91; Marine Pilot, Medal of Honor Winner". لوس أنجلوس تايمز. مؤرشف من الأصل في 2023-10-31.